# 이헬스
이헬스(eHealth, 또는 e-health)는 의학이 개입하는 임상 현장이나 보건 영역에서 정보통신기술을 활용하는 개념을 의미한다. 이헬스의 이(e)는 전자(電子)를 뜻하는 electronic에서 유래하였다. 세계보건기구는 이헬스를 "정보통신기술을 건강에 이용하는 것"으로 정의하며, 이를 통해 건강 서비스의 효율성과 접근성, 질 관리를 도모한다. 일반적으로 이헬스는 기술(technology)의 맥락 속에서 건강과 연결지어지며, 기술은 이헬스를 구현하는 수단이자 이헬스 그 자체로 정의된다. 의료정보학과 기술 발달에 힘입어 이헬스는 전자의무기록, 원격의료, 모바일 헬스, 그리드 컴퓨팅 및 블록체인을 활용한 의료 기술 등과 같이 광범위한 분야를 포괄하고 있다.

## 역사
의학 학술지 Journal of Medical Internet Research의 편집장 군터 아이센바흐는 이헬스(eHealth)가 1990년대 후반에 만들어진 신조어라고 설명하였다. 실제 ICT가 처음 의학에 쓰인 것은 1905년으로, 심전도를 개발한 빌럼 아인트호벤이 전화선을 이용해 병원에서 자신의 연구실로 심전도를 전송한 기록이 있다. 1960년대 중반 록히드 사에 의해 최초의 전자의무기록 시스템이 개발되고, 1967년에는 미국에서 최초의 원격의료 시스템이 시도되었다. 인터넷의 본격적인 발달 이후 WHO는 1998년 결의안 EB101.R3을 통하여 인터넷을 이용한 의료 상품 광고/판매 제도 마련을 촉구한다. 이후 2005년 제58회 세계보건총회에서 이헬스에 관한 결의안 WHA58.28을 채택하고, 이헬스 연구조사기관인 Global Observatory for eHealth를 신설하였다. 유럽연합은 2012년 《eHealth Action Plan 2012–2020》을 수립하고 보건의료법을 개정하여 이헬스 정책을 제도화하였다.
한편 기업의 이헬스 시장 참여도 활발히 이루어졌다. 핀란드의 폴라(Polar) 사에 의해 1982년 최초의 휴대용 무선 심박수 모니터가 출시되었다. 핏빗이 2007년에 설립되었다. 구글은 2008년 구글 헬스 서비스를 출시하였고, IBM은 2011년 왓슨 헬스케어 서비스를 출시하였다. 인터넷을 활용한 의료 정보 공유 역시  일반인들의 건강증진에 기여하였다.

## 같이 보기
- 헬스 2.0
- mHealth
- uHealth
- 건강문해력
- 의료 산업